# Сосновий бір Куліша
Сосновий бір Куліша — ландшафтний заказник місцевого значення, названий на честь веселівського землевпорядника Куліша Едуарда Федоровича. Об'єкт розташований на території Веселівського району Запорізької області, в межах земель дослідного господарства «Соц. Землеробство» Запорізької державної сільськогосподарської дослідної станції УААН, біля села Таврія.
Площа — 30 га, статус отриманий у 1999 році.